# Монделло, Ромина
Ромина Монделло (итал. Romina Mondello; родилась 1 марта 1974) — итальянская актриса.

## Биография
Родилась в Риме, Италия. В 1992 году участвовала в конкурсе Мисс Италия. В 1993 году Монделло дебютировала в фильме «Экстаз» режиссёра Марии Цицинатти, с Орнеллой Мути в главной роли. В 1995 году актриса сыграла в телесериале «Спрут-7». В дальнейшем Монделло снялась в таких фильмах, как «Палермо-Милан: Билет в одну сторону» (1995), «Мэр» (1996), «Восковая маска» (1997).
На телевидении актриса появилась в эпизодах сериалов «Три девушки из Рима» (1998), «Смерть порядочной девушки» (1999), «Провинция секретов» (2000), «Щенки» (2002), «Подозреваемые» 2 (2003). С 2005 по 2009 год Монделла играла роль Леви в телесериале «Доказательства преступления».
6 апреля 2003 года Ромина Монделло вышла замуж за Никола Скавалли, а 18 декабря того же года у пары родился сын Лупо.

## Фильмография
| Год  |   | Русское название                    | Оригинальное название        | Роль           |
| ---- | - | ----------------------------------- | ---------------------------- | -------------- |
| 1993 | ф | Экстаз                              | Estasi                       |                |
| 1995 | ф | Палермо-Милан: Билет в одну сторону | Palermo Milano - Solo andata | Чиара Леофонте |
| 1996 | ф | Мэр                                 | Il sindaco                   | Джеральдина    |
| 1997 | ф | Восковая маска                      | M.D.C. - Maschera di cera    | Соня Лафонт    |
| 1997 | ф | Маркиза                             | Marquise                     | Арманда        |
| 2001 | ф | Посланник королевы                  | Queen's Messenger            | Рафаэлла       |
| 2012 | ф | К чуду                              | To the Wonder                | Анна           |